# KK Šiauliai
El BC Šiauliai (KK Šiauliai en lituano) es un club de baloncesto lituano de la ciudad de Šiauliai, que juega en la liga lituana de baloncesto LKL (Lietuvos Krepšinio Lyga), fue fundado en 1994. Su cancha tiene capacidad para 5700 espectadores.
Es uno de los clubes de baloncesto lituano más regulares y, tras el Zalgiris Kaunas y el Lietuvos Rytas, es el tercer mejor equipo de la liga. Ha ganado la medalla de bronce en las temporadas 1999/00, 2000/01, 2003/04, 2004/05, 2005/06, 2006/07, 2007/08 y 2008/09.
En este club han empezado la carrera jugadores como Donatas Slanina, Mindaugas Žukauskas, Robertas Javtokas, Arunas Javtokas, Arvydas Cepulis y Marius Prekevičius.
- Datos: Q521636
- Multimedia: BC Šiauliai / Q521636